# Якутская навигацкая школа
Якутская навигацкая школа  — учебное заведение, существовавшее в Якутске в XVIII веке.

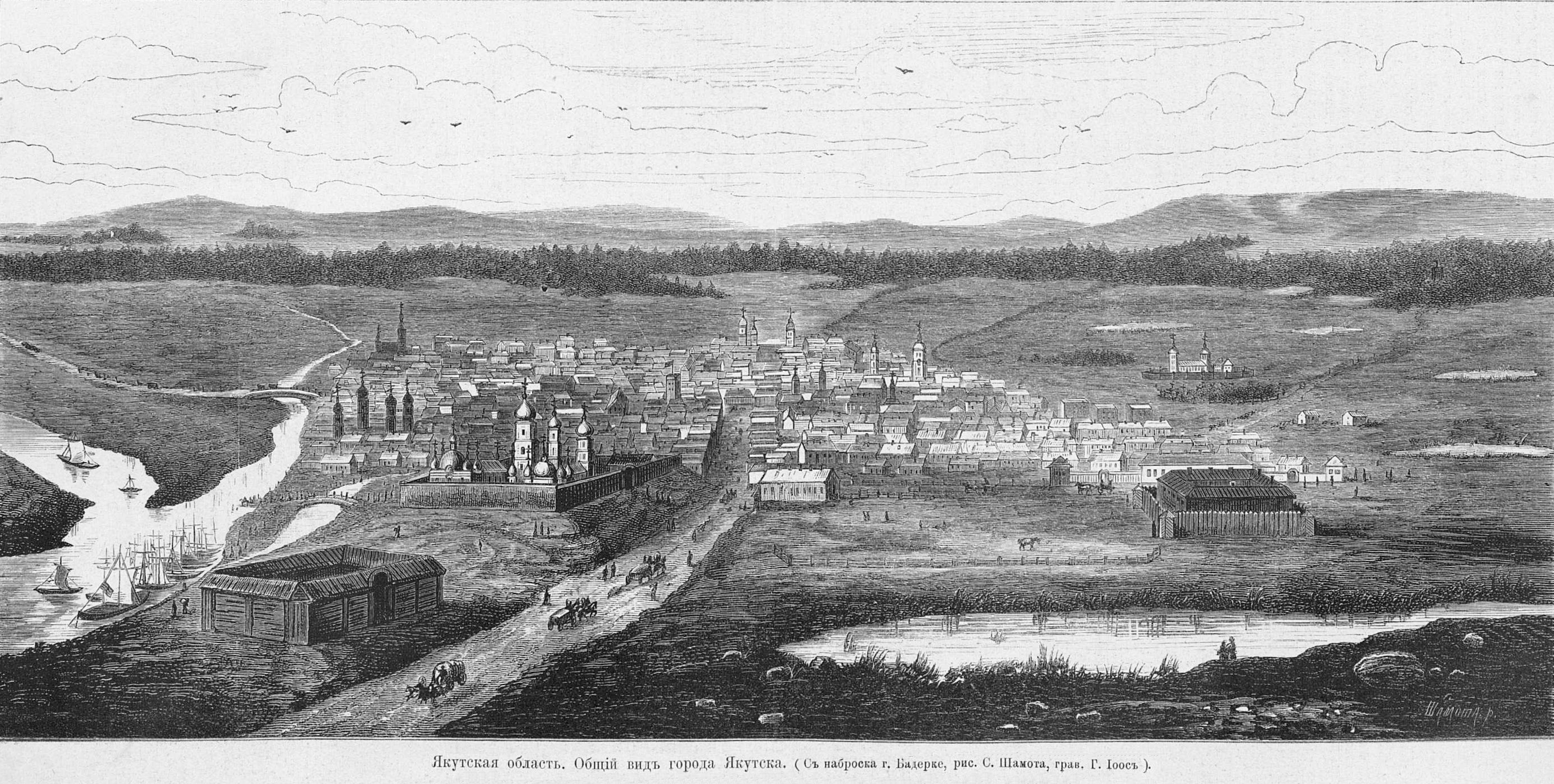
Общий вид Якутска

## История
Предложение о создании навигацких школ на востоке России принадлежало Витусу Берингу. В апреле 1730 года он подал в Сенат записку о мерах по освоению Камчатского и Охотского краёв, в которой, также предлагал: «Для морского пути обучать молодых казачьих детей всякому морскому обыкновению… сколько надлежит для проезду от Камчатки до Охотска. И ежели б оное учинилось, то б и отсюда посылать не надобно; а на всякое судно довольно по 12 или 13 человек для науки».
Предложения Беринга были приняты, и 29 апреля 1731 года Правительствующий Сенат дал указание Сибирскому приказу подготовить на их основе надлежащие инструкции. Специальный указ от 22 июля 1731 года и инструкция из 33-х пунктов были направлены назначенному первому начальнику Охотского порта Григорию Скорнякову-Писареву (в прошлом — директору Морской академии в Санкт-Петербурге, с 1727 года находившегося в ссылке в Якутии). Ему ставилась задача «хотя бы народную школу не для одной грамоты, но и для цифиры и навигации завесть… и жалование малое для содержания учеников давать, из чего могут люди к службе знающие возрастать, а не дураками оставаться…»;.
С 1735 года в Якутске существовала народная «Русская школа», где обучали отроков чтению и цифири. Для создания Якутской навигацкой школы В. Й. Беринг пригласил на должность учителя бывшего протонотариуса Юстиц-коллегии ссыльного Фердинанда Гейденрейха. Учитель прибыл в Якутск в 1736 году, но в течение трёх первых лет ему не удавалось собрать учеников из-за нежелания жителей Якутска отдавать детей в эту школу.
В 1739 году в Якутск прибыл для снабжения продовольствием Второй Камчатской экспедиции специальный уполномоченный Адмиралтейств-коллегии лейтенант В. И. Ларионов (впоследствии вице-адмирал). Он приказал к обучающимся 26 ученикам в «Русской школе» насильно, вопреки нежеланию родителей, добавить казачьих детей в возрасте от 6 до 15 лет, которых набралось 84 человека. В 1741 году из «Русской школы» были отобраны 25 наиболее способных учеников, которых перевели в навигацкую школу. Вместо Ф. Гейдерейха, были назначены учителя из числа морских служащих находящихся в Якутске. В школе обучали грамоте, арифметике, рисованию, геометрии, тригонометрии и навигации.
В 1745 году, из-за отсутствия оплаты учителям, школа была закрыта. В 1764 году, якутский воевода Ф. Чередов обратился к иркутскому губернатору с просьбой о её возрождении. В 1766 году, после возобновления финансирования, в школу набрали 40 учеников из дворянских и казачьих детей, прислали учителя, книги и инструменты. Для учеников на период обучения словесной грамоте было установлено жалованье 1 рубль 80 копеек в год и пуд «провианта» в месяц, при переходе к письму и «прочим наукам» жалованье повышалось до 3 рублей в год. Новым и единственным преподавателем назначили штурманского ученика Турчанинова, который был сведущ в арифметике и геометрии, но навигацию знал слабо, лишь до ведения морского журнала.
В 1772 году по предписанию Сената «потребное» число штурманских учеников из Якутской навигацкой школы было вытребовано в Охотскую навигацкую школу. В 1777 году в Якутской школе числилось всего 22 курсанта (14 из которых — в старших классах навигации).
В 1783 году школа была переведена в ведение Иркутского приказа общественного призрения. В том же году женатые ученики подали прошение иркутскому губернатору об определении их на службу или об увольнении, ввиду своего бедственного положения. Иркутский генерал-губернатор И. В. Якоби безрезультатно переписывался с Сенатом по поводу финансирования Якутской навигацкой школы на протяжении всего своего губернаторства (1783—1789), но денег так и не получил. Сменивший И. В. Якоби генерал-губернатор И. А. Пиль (1789—1795), получив вместо денег именной указ Екатерины II от 19 января 1790 года о «заведении училища для обучения детей якутов», распорядился сделать в 1791 году срочный выпуск учеников. Три старших ученика были произведены в сержанты геодезии, а остальные распределены по другим должностям. В 1792 школа была закрыта.

## Выпускники
- Н. Мухоплев — в звании штурманского ученика командовал судном «Св. Михаил» купца А. Холодилова во время коммерческой экспедиции 1780—1786 годов.
- В. Олесов — штурман в экспедиции А. Лаксмана в Японию в 1792—1793 годы[6].